# It's Alright (Baby's Coming Back)
It's Alright (Baby's Coming Back) è un singolo del gruppo musicale britannico Eurythmics, pubblicato nel dicembre 1985 come quarto estratto dal quinto album in studio Be Yourself Tonight.

## Descrizione
Scritto dai membri della band Annie Lennox e David A. Stewart, gli ottoni distintivi della traccia sono stati ideati da Michael Kamen. La registrazione è stata prodotta da Stewart.
Il brano è stato un leggero ritorno degli Eurythmics ai suoni elettronici dei loro album precedenti. Spinto da una sottile traccia di drum machine, Lennox canta un'ode semplice a un amante che torna da lei dopo una lunga assenza. I passaggi strumentali presentano alcune parti di chitarra elaborati da Stewart.
Il singolo è stato una hit da Top 20 nel Regno Unito, dove ha raggiunto la posizione numero dodici (decimo Top 40 hit Eurythmics nella classifica dei singoli UK). La canzone non è stato un successo negli Stati Uniti, infatti rimase al numero settantotto della Billboard Hot 100.

## Video musicale
Il videoclip, diretto da Willy Smax, è un mix di riprese dal vivo con animazioni al computer, un look innovativo per un video musicale a metà degli anni '80. Il video racconta la storia di Annie Lennox che ha un incidente d'auto all'inizio del video e il suo compagno, David A. Stewart, è collegato a lei ed egli può immediatamente capire che qualcosa non va e parte immediatamente in Oriente per trovarla. Si vede Lennox che giace in un letto d'ospedale con un monitor del battito cardiaco. Lei esibisce la canzone come un'esperienza fuori dal corpo o come uno spirito. L'obiettivo principale del video è la corsa di Stewart per arrivare al fianco di Lennox, che riesce nell'impresa alla fine del video. Quando si apre la porta della sua stanza d'ospedale, spalanca i suoi occhi e i due si abbracciano e poi si trasformano in pezzi di animazione astratta.

## Classifiche
| Classifica (1985/1986) | Posizione più alta |
| ---------------------- | ------------------ |
| Regno Unito            | 12                 |
| Billboard Hot 100      | 78                 |
| Germania               | 22                 |
| Austria                | 14                 |
| Svizzera               | 23                 |
| Polonia                | 28                 |
| Belgio                 | 25                 |
| Canada                 | 37                 |
| Francia                | 17                 |
| Nuova Zelanda          | 18                 |